# Templo de San Sava
El Templo de San Sava (en serbio: Храм Светог Саве o Hram Svetog Save) en Belgrado, Serbia es la iglesia ortodoxa más grande de los Balcanes y una de las más grandes del mundo. El templo está dedicado a San Sava, fundador de la Iglesia ortodoxa serbia y una figura importante en la historia medieval de Serbia. Está construido en el municipio de Vračar, sobre el lugar donde presuntamente sus restos fueron incinerados en 1595 por los turcos otomanos. La construcción del templo, que comenzó en 1935 y aún no ha terminado, es financiada solamente por donaciones.

## Historia

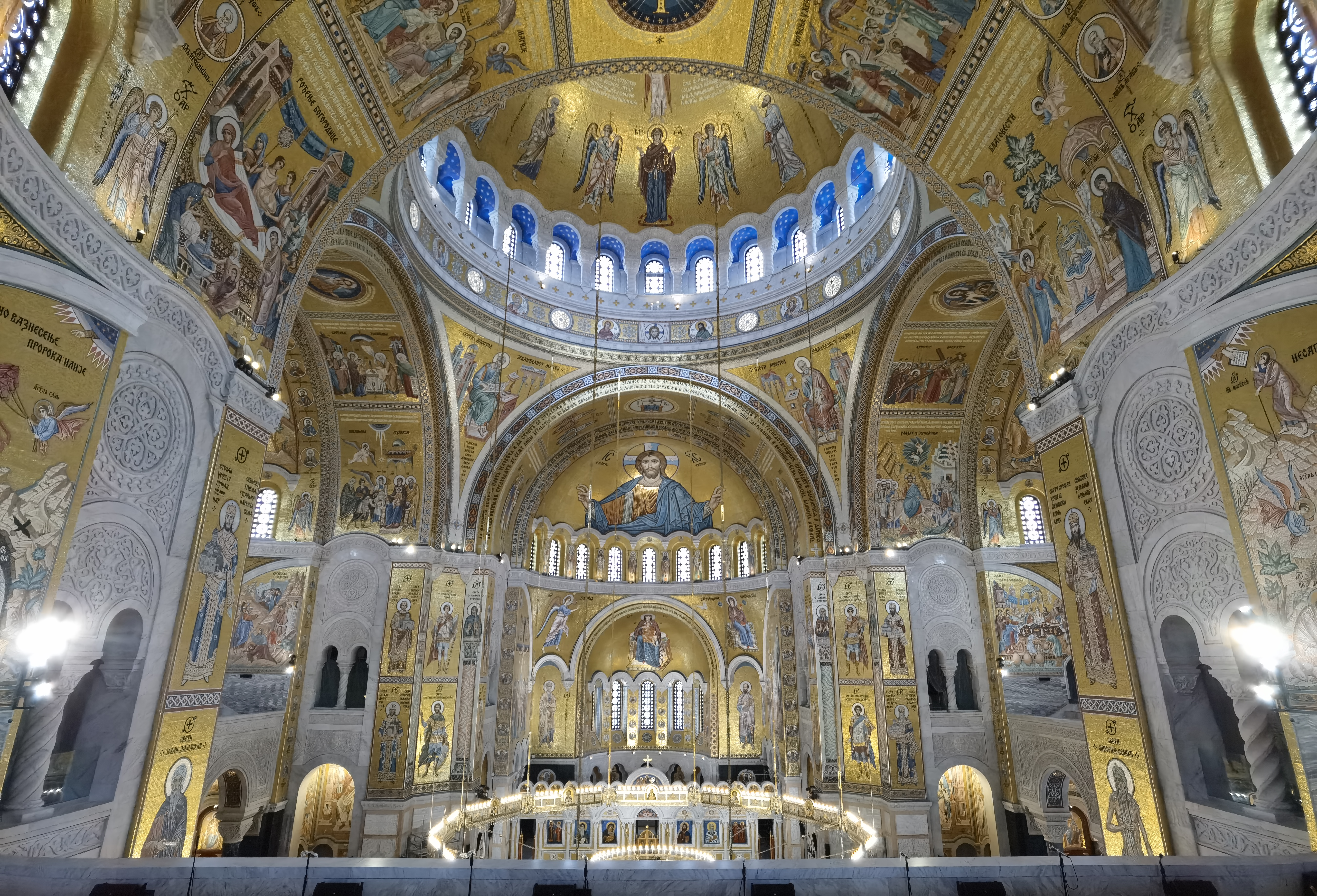
Interior del templo: vista de la cúpula principal y de varias de las semicúpulas sobre las que se asienta.

En 1895, trescientos años después de la incineración de los restos de San Sava, fue fundada en Belgrado la Sociedad para la Construcción del Templo de San Sava en Vračar. Su meta era construir un santuario sobre el lugar de la cremación. Como primer paso se erigió una pequeña iglesia sobre el futuro emplazamiento del templo, la cual posteriormente fue trasladada para iniciar la edificación. En 1905, se presentó un concurso público para buscar el diseño de la iglesia; sin embargo, los únicos cinco proyectos presentados fueron rechazados al ser considerados de insuficiente calidad.
Las Guerras de los Balcanes (1912-1913) y la Primera Guerra Mundial (1914-1918) paralizaron temporalmente el proyecto, que se retomó en 1919. En la propuesta de 1926 se presentaron 22 proyectos, resultando elegido el presentado por el arquitecto belgradense Aleksandar Deroko. La construcción se inició el 10 de mayo de 1935, 340 años después de la incineración del santo. En 1941, a consecuencia de la Segunda Guerra Mundial y el Bombardeo de Belgrado por la Luftwaffe se paralizaron de nuevo las obras, siendo utilizado el templo durante la guerra como almacén y aparcamiento.

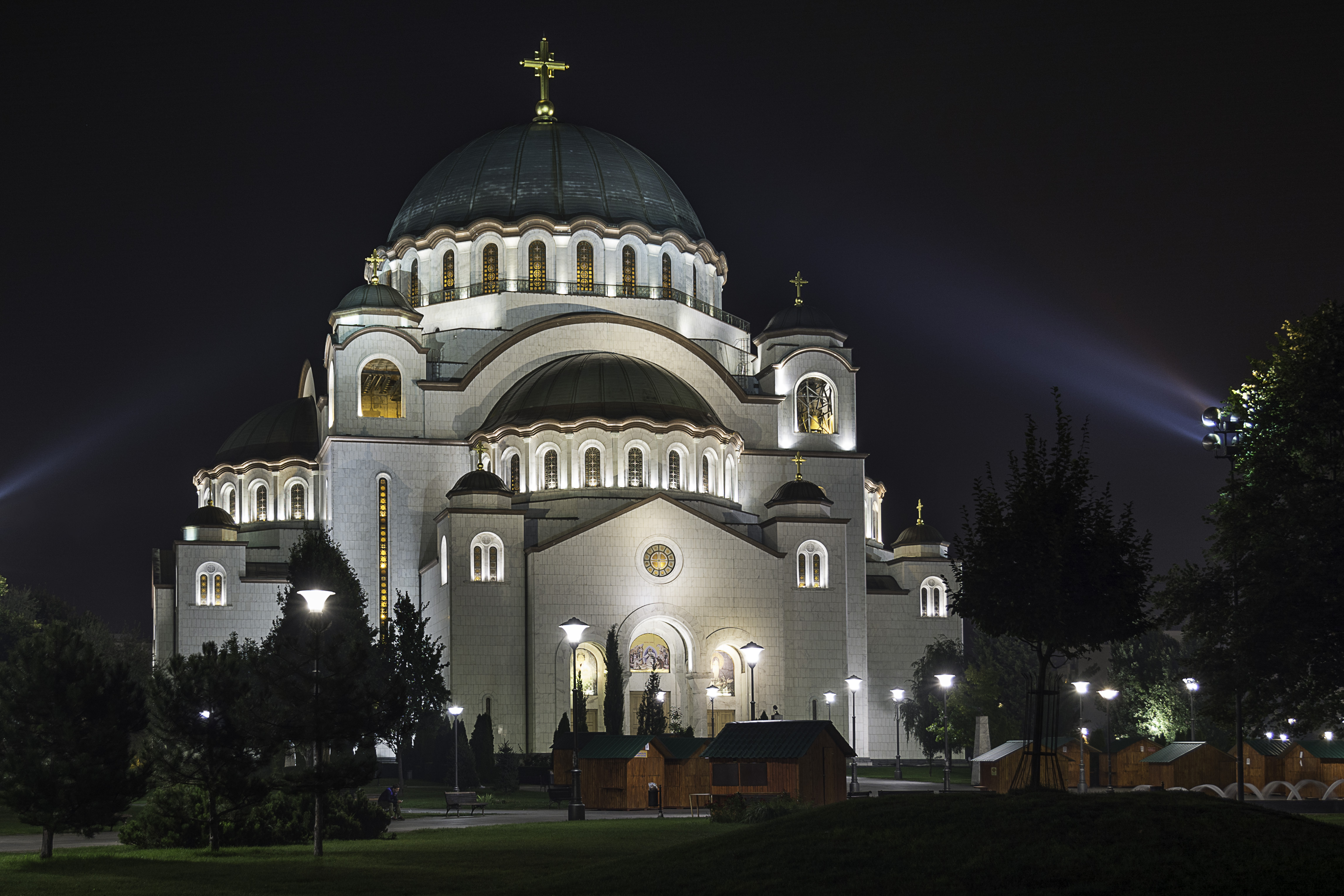
Vista nocturna de la fachada frontal del edificio.

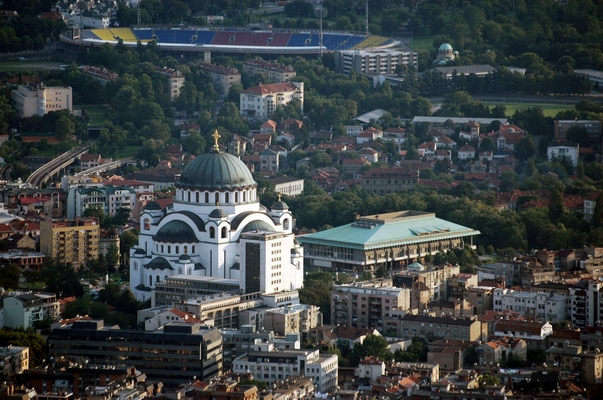
Vista aérea: se puede apreciar a su lado la Biblioteca Nacional y, al fondo, el Estadio Partizan.

En 1958 el Patriarca Germán reactivó la idea de culminar el templo. Se elevaron más de ochenta solicitudes para continuar la construcción pero todas ellas fueron rechazadas. En 1984 se concedió el demorado permiso, siendo Branko Pešić elegido como nuevo arquitecto de la iglesia. Se renovaron los proyectos originales para hacer un mejor uso de los nuevos materiales y técnicas de construcción,  reiniciándose las obras el 12 de agosto de 1985 y culminando en 2003 los trabajos en el exterior. Desde entonces, se llevan a cabo mejoras en el interior del templo, sufragadas íntegramente con donaciones.

## Características

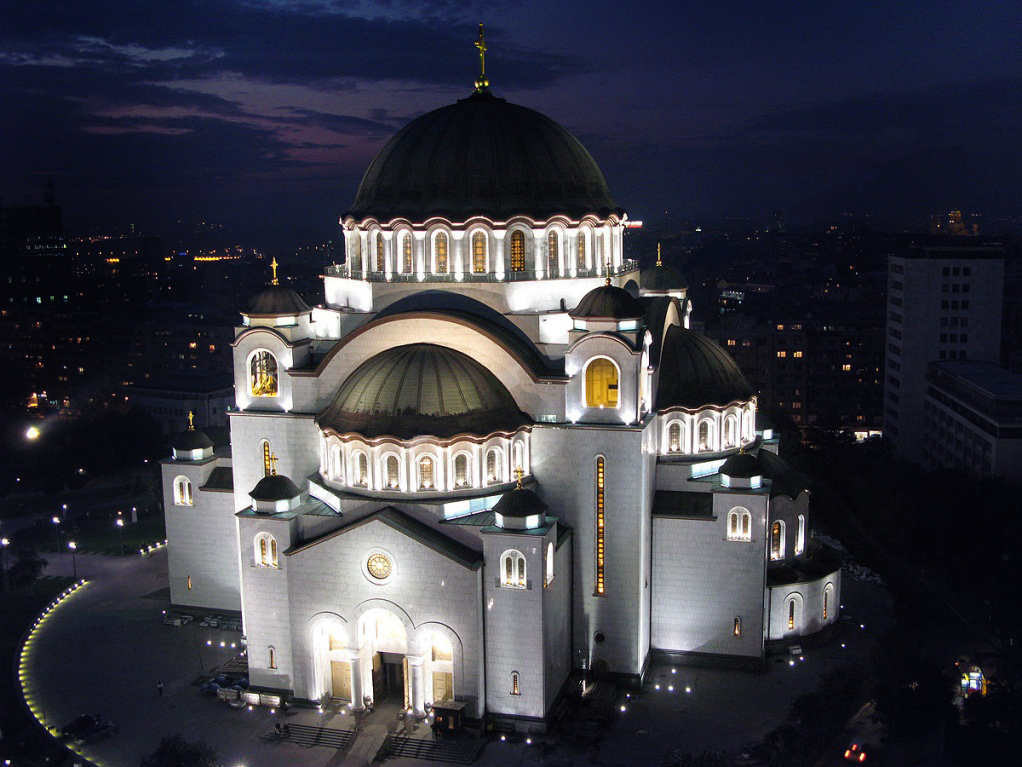
Templo de St. Sava

La catedral de San Sava es la aportación más reciente a una línea histórica de importantes monumentos y lugares de Belgrado, que se extendía desde el noroeste hacia el sureste: la Fortaleza de Kalemegdan, la Plaza de la República, la plaza de Terazije, el Palacio de Albania, el edificio Beograđanka y la Plaza Slavija.
La iglesia es de planta central, con forma de cruz griega. Tiene una gran cúpula central apoyada en cuatro pechinas y reforzada en cada lado por una semicúpula menor sobre un ábside. Debajo de cada semicúpula hay una galería sujetada por arcos.
La cúpula tiene 70 m de altura, mientras que la cruz de oro plateado principal tiene 12 m, lo que da un total de 82 m de altura en total. Además tiene una posición dominante en el paisaje urbano de Belgrado y es visible desde todos los enfoques de la ciudad.
Mide 91 m de largo de este a oeste, y 81 m de norte a sur. Su superficie es de 3500 m² en la planta baja, con tres galerías de 1.500 m² en el primer nivel, y una galería de 120 m² en el segundo nivel. Su capacidad es de unas 10 000 personas, además de 800 asientos para el coro. El sótano contiene una cripta donde se encuentran el tesoro de San Sava y la tumba de San Lazar, con una superficie total de 1800 m².
La fachada es de mármol blanco y granito y, cuando sea finalizada, la decoración interior será de mosaicos. La cúpula central contiene un mosaico de Cristo Pantocrátor.